# Leopold Hager
Leopold Hager (Salzburgo, 6 de setembro de 1935 (89 anos)) é um maestro e organista austríaco conhecido por conduzir muitas das primeiras óperas de Mozart. Estreou em 1958 com A Italiana da Argélia (L'italiana in Algeri) e entre 1958 e 1962 foi maestro associado da Ópera de Mogúncia. Entre 1962 e 1964 foi maestro no Teatro Estadual de Linz, entre 1964-1965 em Colônia, entre 1965 e 1969 em Friburgo e entre 1969 e 1981 na Orquestra do Mozarteum de Salzburgo.